# Travis Grant
Travis Grant, né le 1er janvier 1950 à Clayton, Alabama, est un ancien joueur américain professionnel de basket-ball. Il fut sélectionné à sa sortie de l’équipe universitaire des Thorobreds de Kentucky State par les Lakers de Los Angeles en 1972 en 13e choix.